# Stanli
Stanli var ett standardiseringsorgan inom geografisk information och geodata. Sedan 2015 har verksamheten uppgått i den tekniska kommittéen SIS/TK323 som utgör knutpunkten för SIS olika kommittéer med geodataanknytning. 
Stanli var ett projektområde inom SIS, Swedish Standards Institute, som utarbetade, tillhandahöll och förvaltade standarder för geografisk information. Stanlis verksamhet styrdes och finansierades av företag och myndigheter med insikten att standarder kan förenkla och effektivisera produktion och användning av geodata.[källa behövs]